# Kremlin van Nizjni Novgorod
Het Kremlin van Nizjni Novgorod (Russisch: Нижегородский кремль) is een fort (kremlin) in het historische stadscentrum van Nizjni Novgorod. Het is de officiële residentie van de gevolmachtigde vertegenwoordiger van de president van Rusland in het federaal district Wolga, de gouverneur van de oblast Nizjni Novgorod en de burgemeester van Nizjni Novgorod.

## Geschiedenis

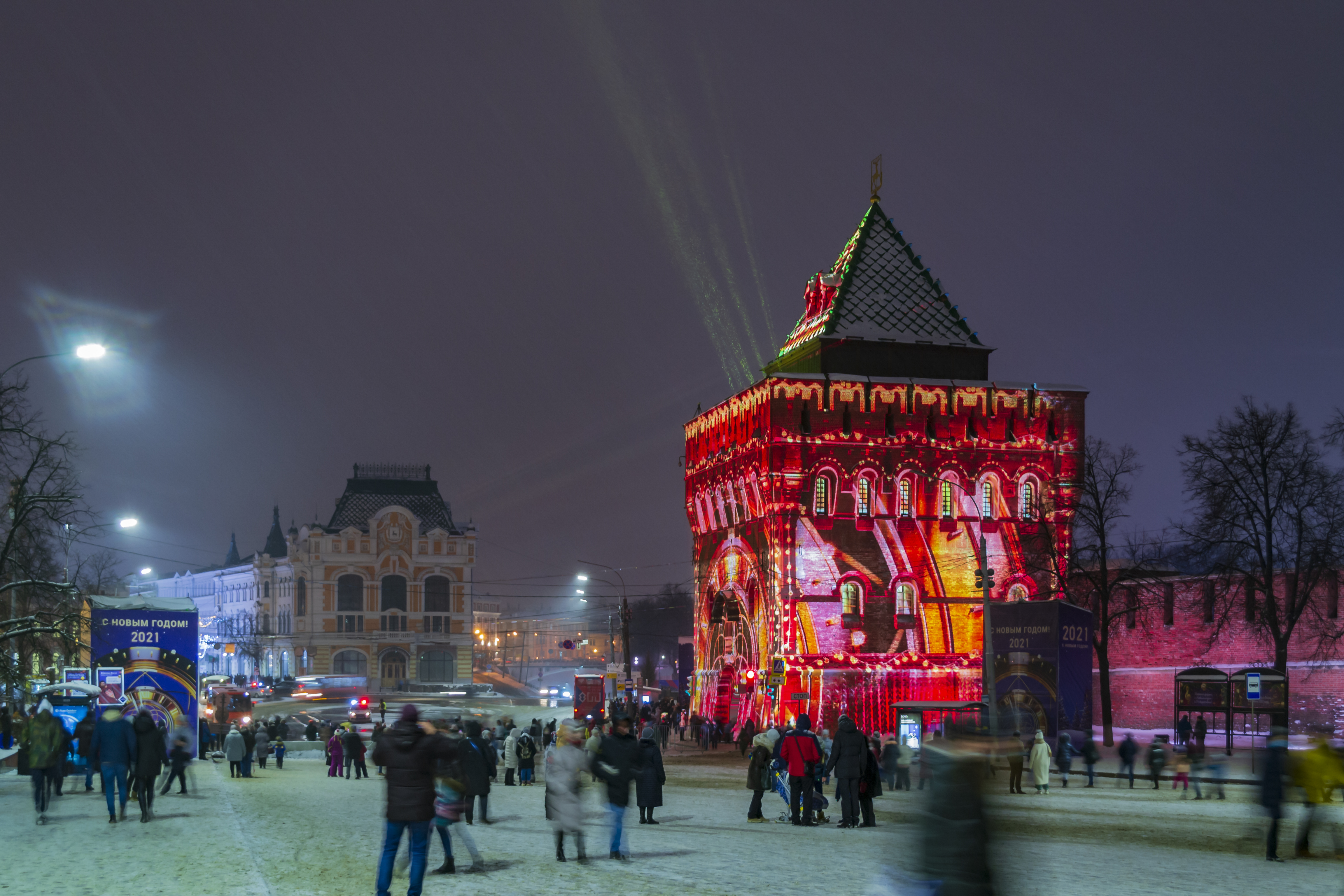
De Dmitrovskaja-toren is de belangrijkste toren van het Kremlin van Nizjni Novgorod. De verlichting van Kerstmis

De eerste poging om het houten fort te vervangen door een stenen kremlin werd geregistreerd in 1374, maar de constructie bleef beperkt tot een enkele toren, bekend als de Dmitrovskaja-toren (deze is niet bewaard gebleven). Onder de heerschappij van Ivan III speelde Nizjni Novgorod de rol van een wachtstad met een permanent garnizoen; het diende als een plaats voor het verzamelen van troepen voor de acties van Moskou tegen het kanaat Kazan. Om de verdediging van de stad te versterken, begonnen de bouwwerken aan de muren opnieuw.
De bouw van het stenen Kremlin van Nizjni Novgorod begon in 1500 met de bouw van de Ivanovskaja-toren; de belangrijkste werkzaamheden begonnen in 1508 en tegen 1515 was een grandioos gebouw voltooid. De eiken muren die de oude vestingwerken vormden, werden verwoest door een enorme brand in 1513. De twee kilometer lange muur werd versterkt door 13 torens (een ervan - Zatsjatskaja - bevond zich aan de oever van de Wolga; niet bewaard gebleven, maar werd herbouwd in 2012) . Deze stenen stad had een permanent garnizoen met solide artilleriewapens. Met de val van Kazan verloor het kremlin van Nizjni Novgorod zijn militaire betekenis en later huisvestte het de stad en de provinciale autoriteiten.
Tijdens de Tweede Wereldoorlog werden de daken van de Tajnitskaja-, de Severnaja- en de Tsjasovaja-torens ontmanteld en werd luchtafweergeschut op de bovenste platforms geïnstalleerd. Zo verdedigde het fort het luchtruim van de stad tegen de Luftwaffe. De Luftwaffe bombardeerde de Kanavinski-brug en de Markt, maar de luchtverdediging van het kremlin verdedigde deze objecten.
De Raad van Ministers van de RSFSR vaardigde op 30 januari 1949 een bevel uit voor het herstel van het kremlin.
In oktober 2018 ontdekten archeologen de overblijfselen van een middeleeuwse nederzetting en begraafplaats op de plaats van de verwoeste kerk van Sint-Simon de Styliet. De vondsten behoren tot de 13e eeuw en de oudste culturele laag - tot 1221, toen Nizjni Novgorod werd gesticht. Na alle opgravingen worden de exposities gemedeneerd en wordt op deze plek de kerk van St. Simon de Styliet nagebouwd.

In 2021, aan de vooravond van de 800ste verjaardag van Nizjni Novgorod, begon een grootschalige restauratie van het kremlin, daarom is de doorgang naar zijn grondgebied tijdelijk gesloten.

## Torens
De volgende 13 torens zijn behouden. Tegen de klok in:

torens van het Kremlin van Nizjni Novgorod

1. Georgievskaja-toren (Rus: Георгиевская башня, lit. 'Sint Joris-toren')
2. Borisoglebskaja-toren (Rus: Борисоглебская башня, lit. 'toren van Sint Boris en Gleb'; verwoest door een aardverschuiving in de 18e eeuw, herbouwd in 1972)
3. Zatsjatskaja-toren (Rus: Зачатская башня, lit. 'conceptie-toren'; verwoest door een aardverschuiving in de 18e eeuw, herbouwd in 2012)
4. Belaja-toren (Rus: Белая башня, lit. 'witte toren')
5. Ivanovskaja-toren (Rus: Ивановская башня, lit. 'Sint Johannes-toren')
6. Tsjasovaja-toren (Rus: Часовая башня, lit. 'klokkentoren')
7. Severnaja-toren (Rus: Северная башня, lit. 'noordelijke toren')
8. Tajnitskaja-toren (Rus: Тайницкая башня, lit. 'geheime toren')
9. Koromyslova-toren (Rus: Коромыслова башня, lit. 'juktoren')
10. Nikolskaja toren (Rus: Никольская башня, lit. 'Sint Nicolaas-toren')
11. Kladovaja-toren (Rus: Кладовая башня, lit. 'opslag-toren')
12. Dmitrievskaja-toren (Rus: Дмитриевская башня, lit. 'Sint Demetrius toren')
13. Porochovaja-toren (Rus: Пороховая башня, lit. 'kruittoren')

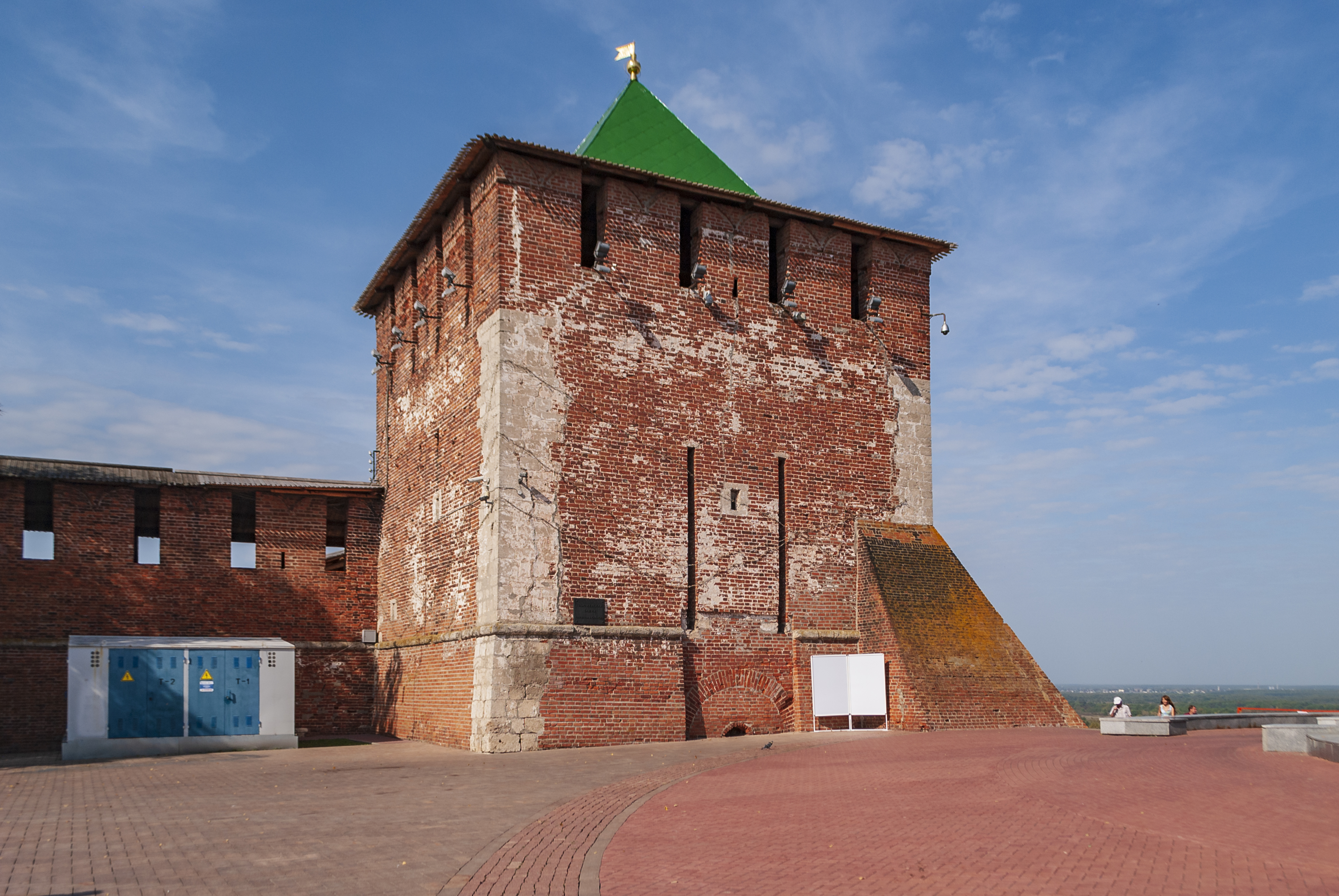
Georgievskaja-toren
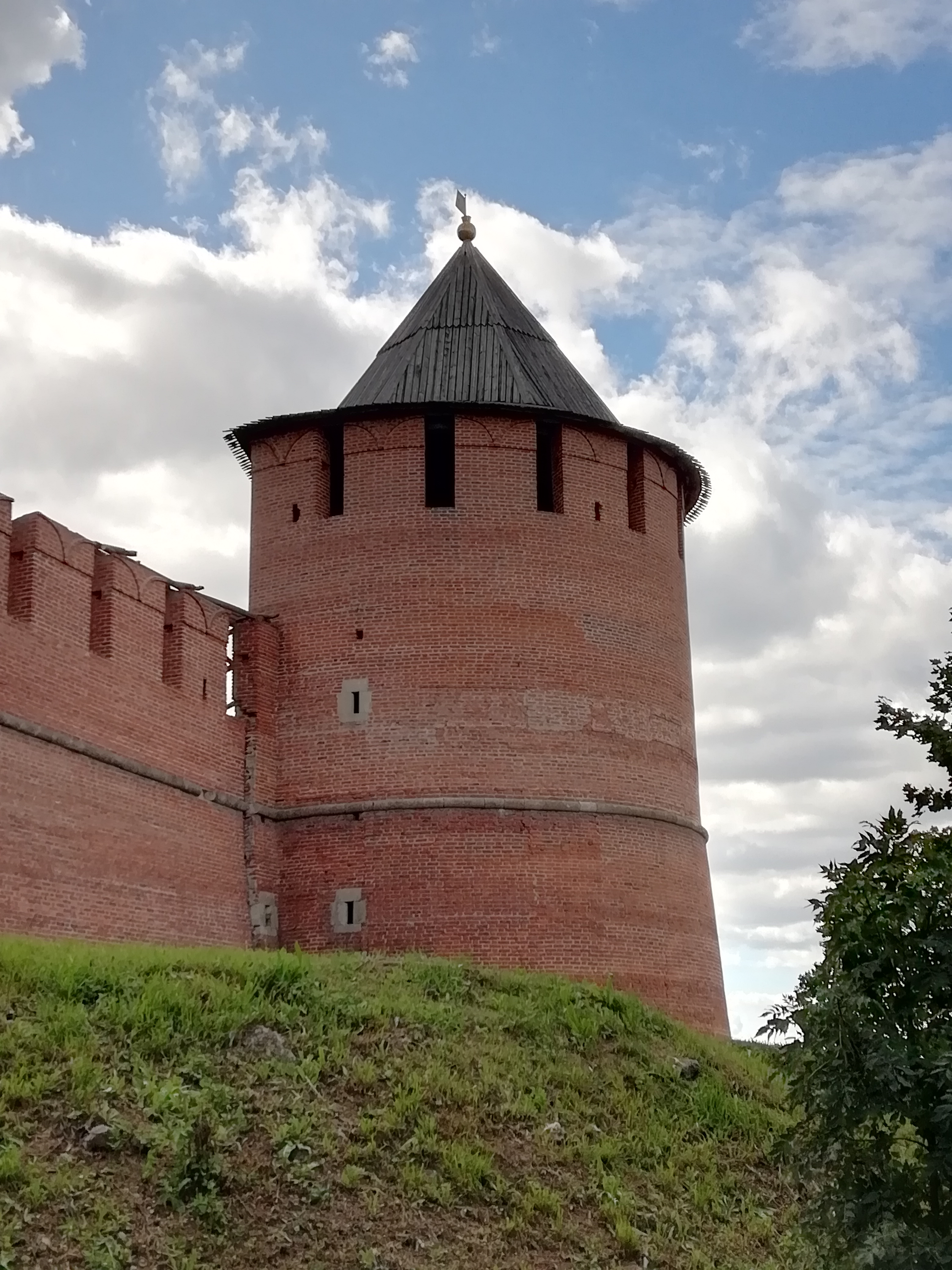
Borisoglebskaja-toren
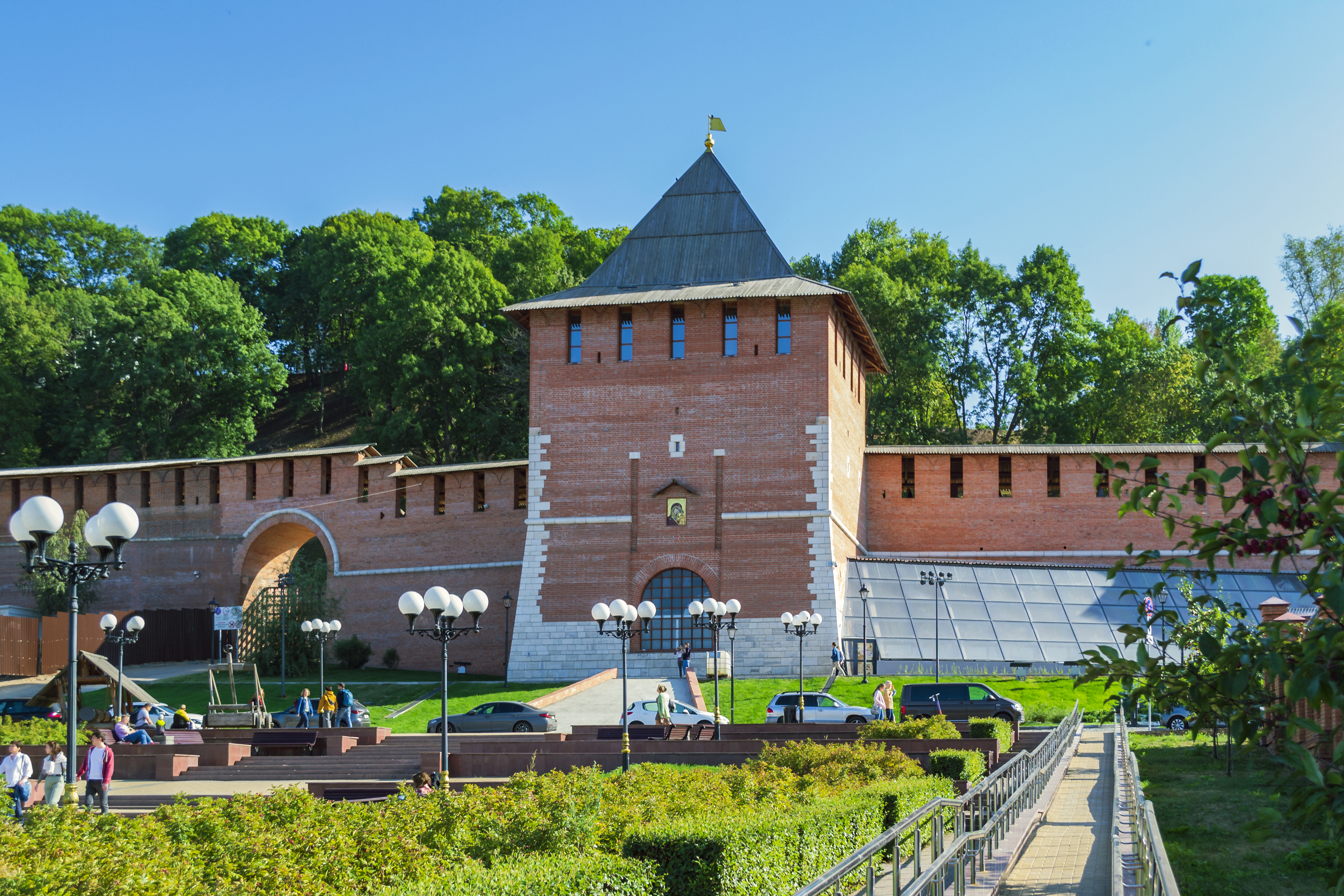
Zatsjatskaja-toren
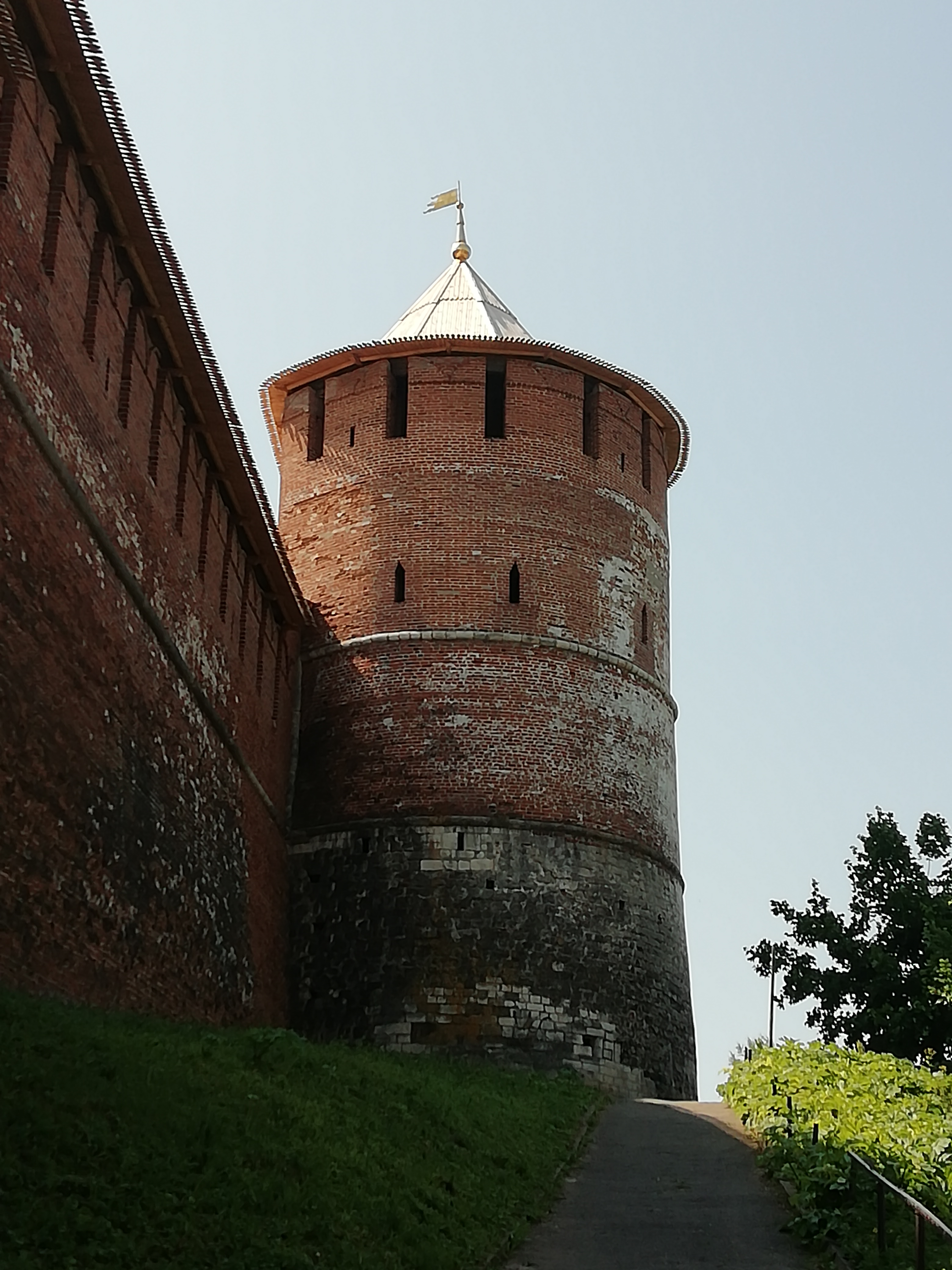
Belaja-toren
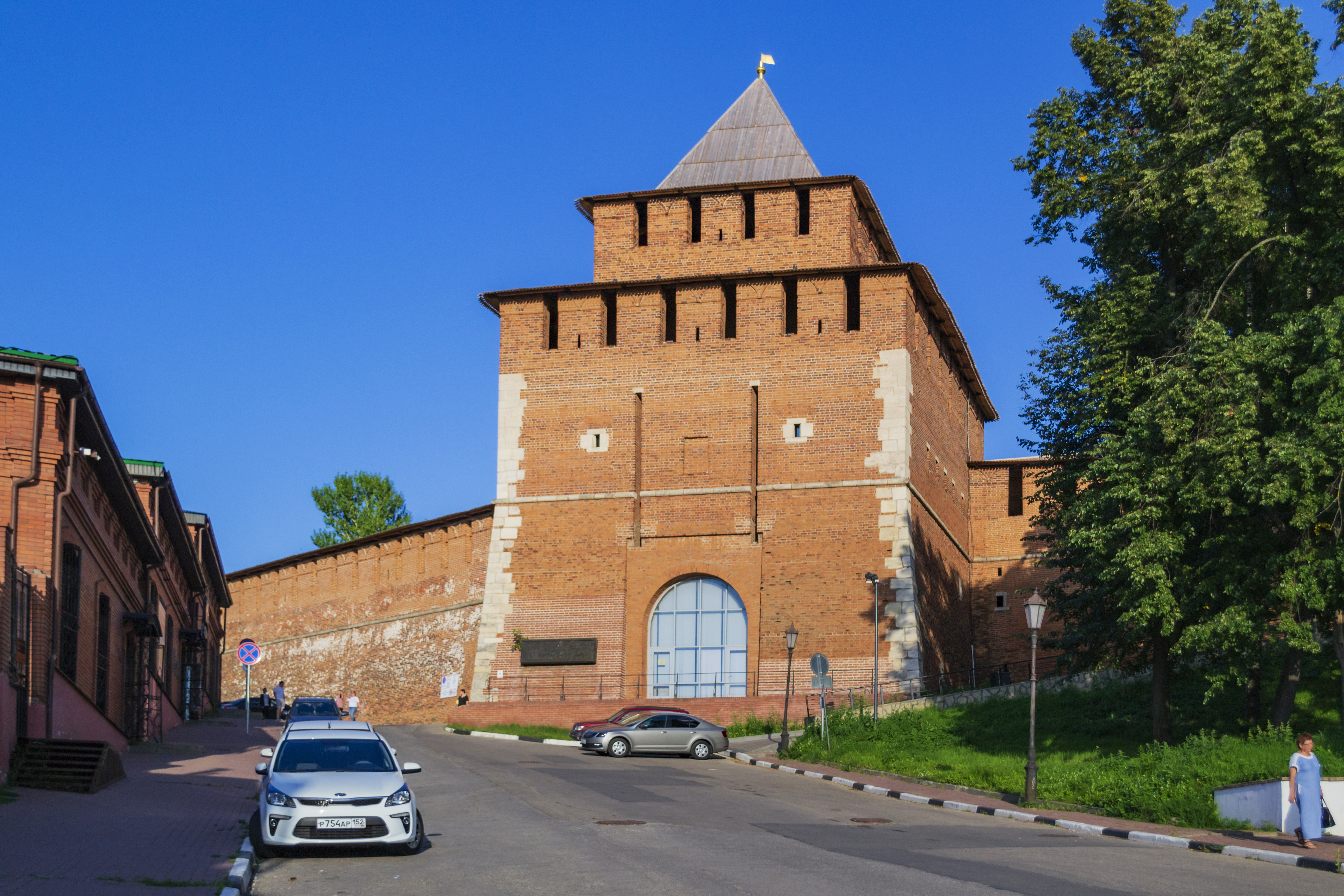
Ivanovskaja-toren
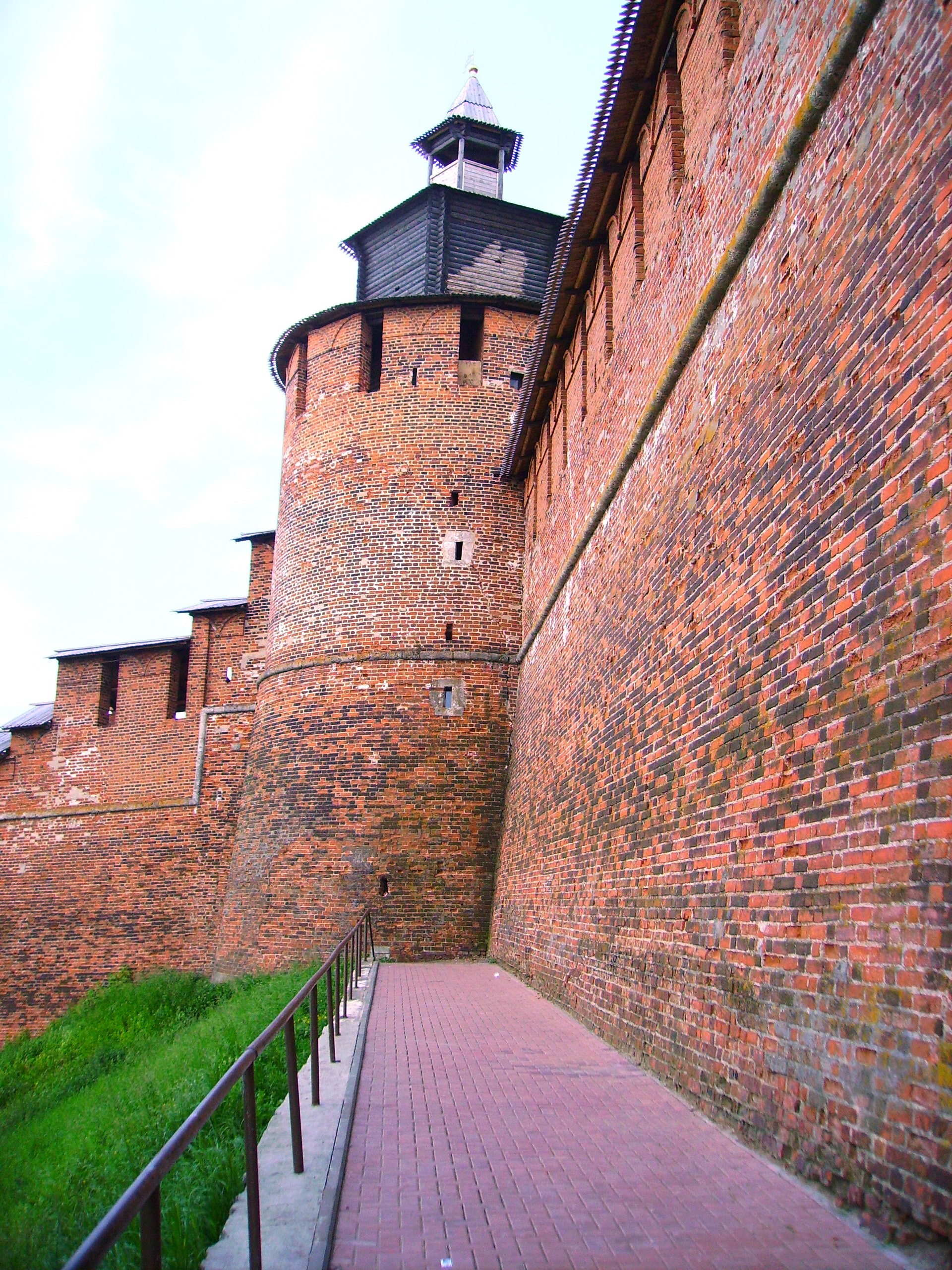
Tsjasovaja-toren
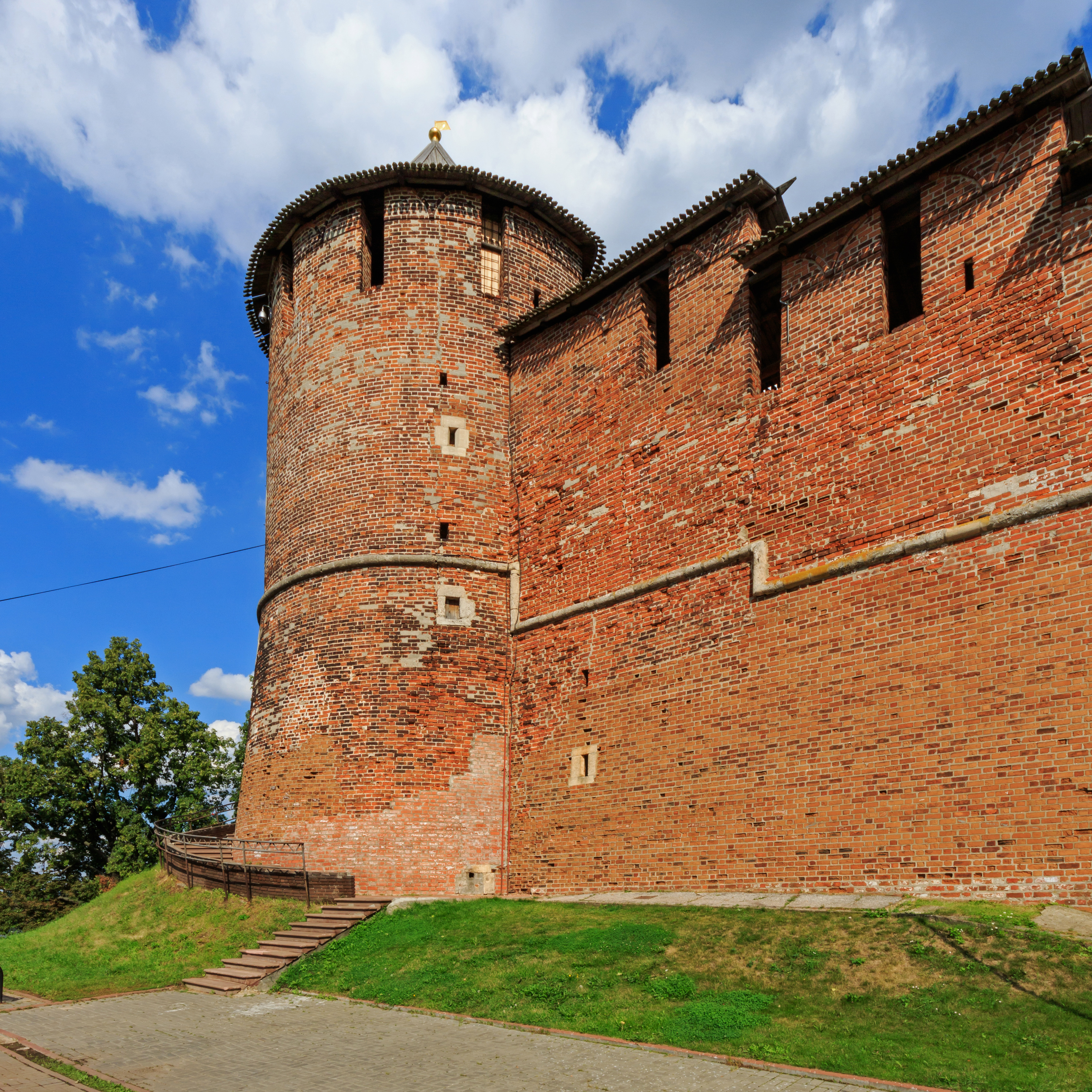
Severnaja-toren
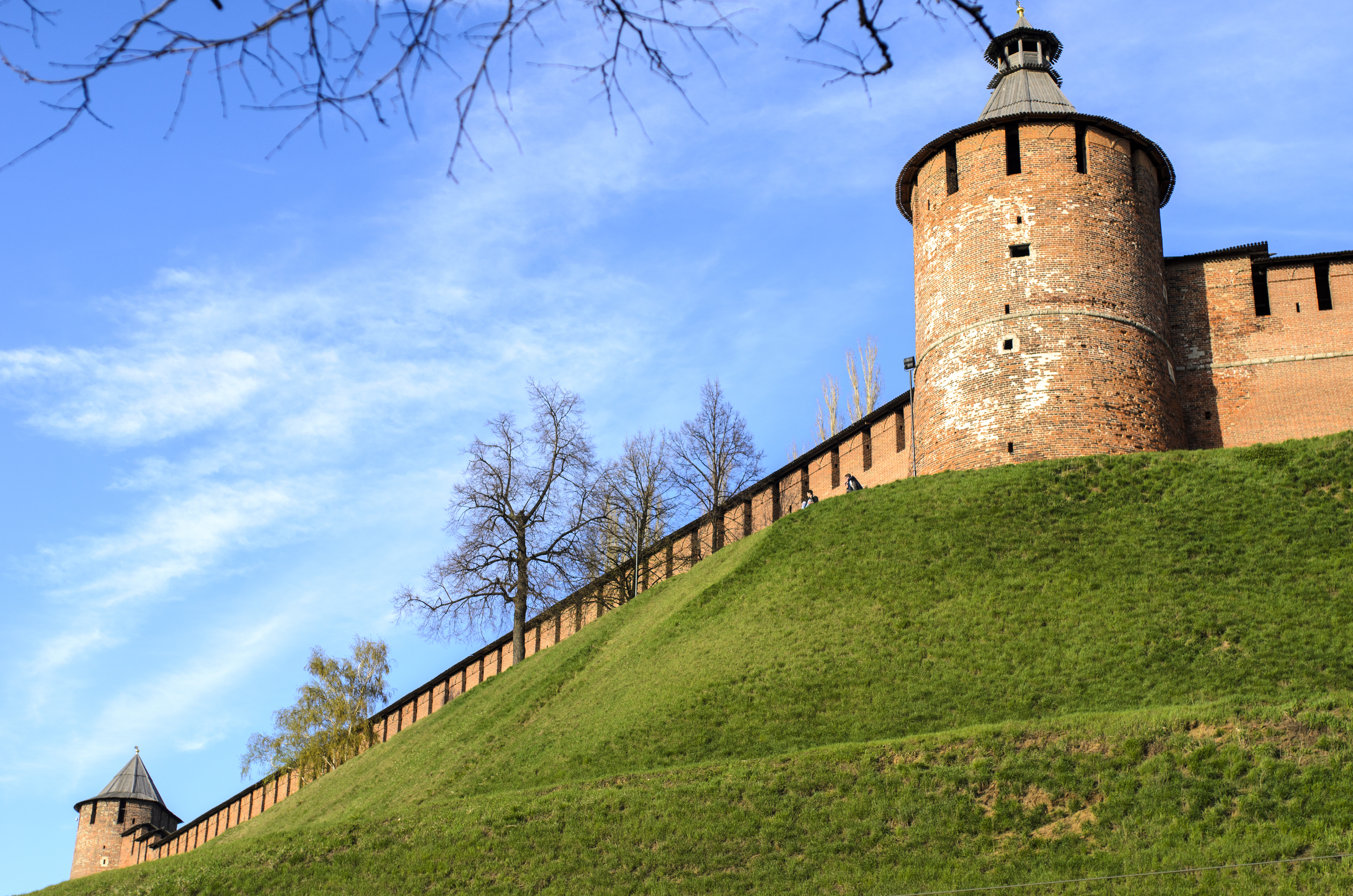
Tajnitskaja-toren
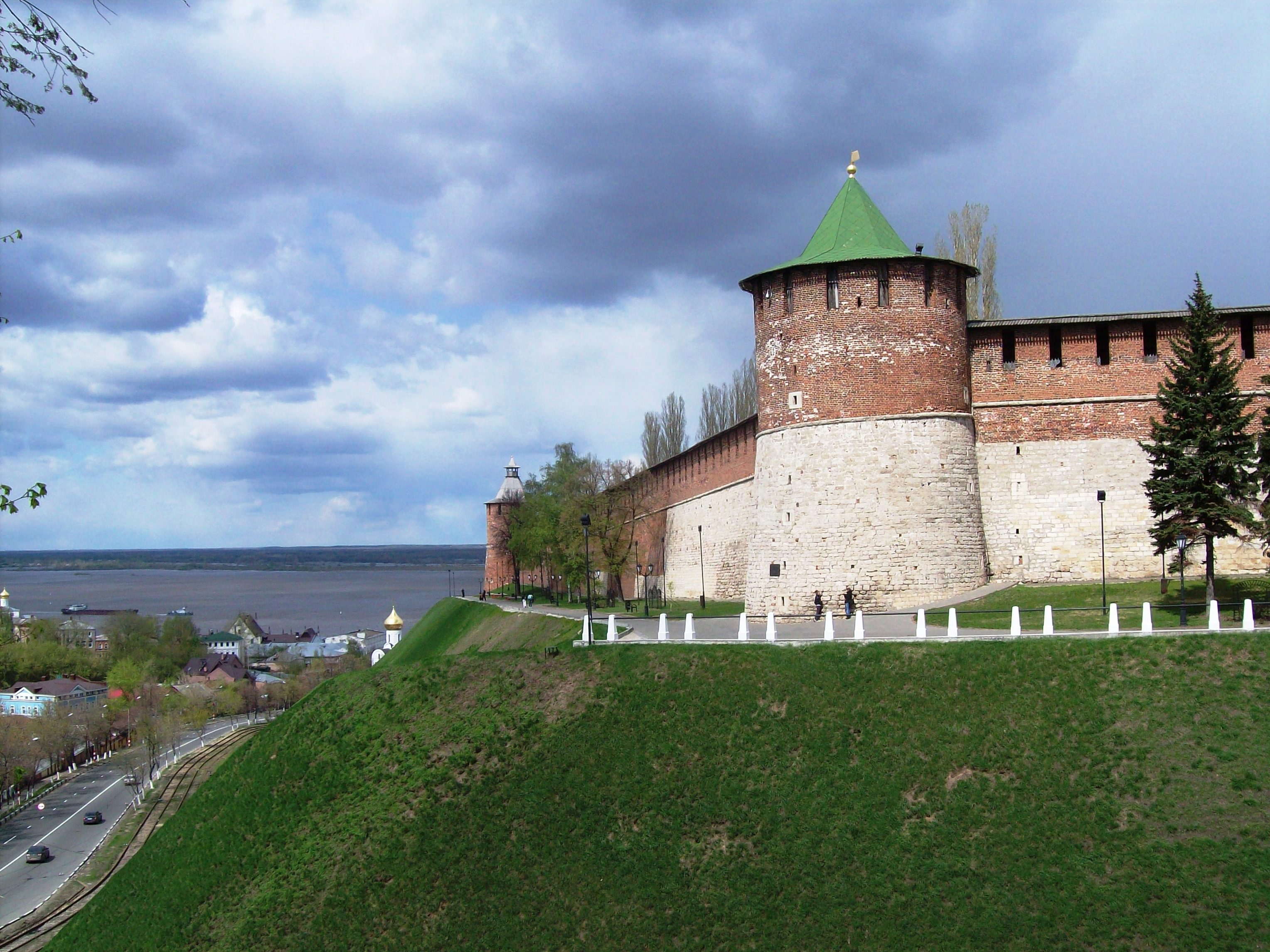
Koromyslova-toren
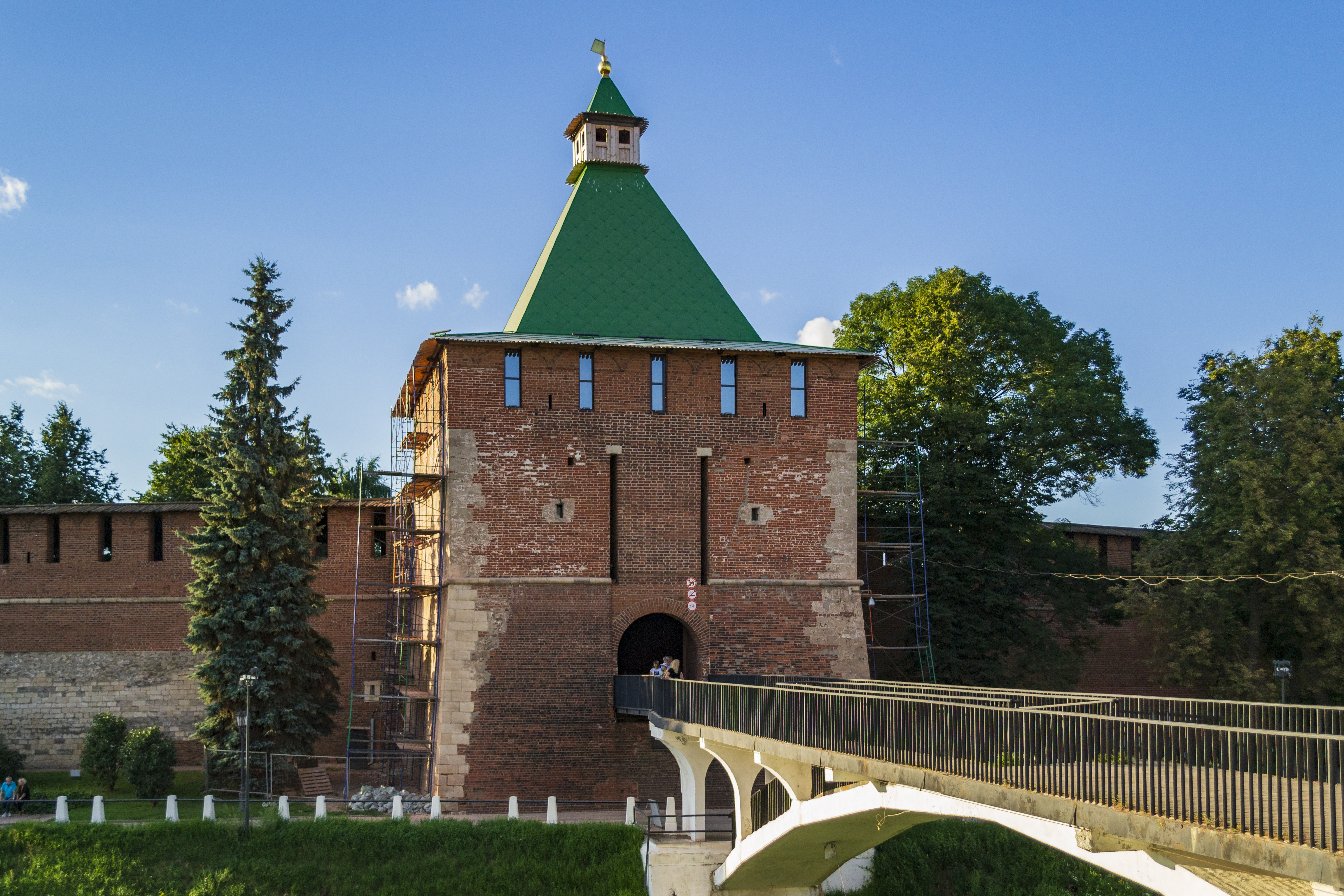
Nikolskaja-toren
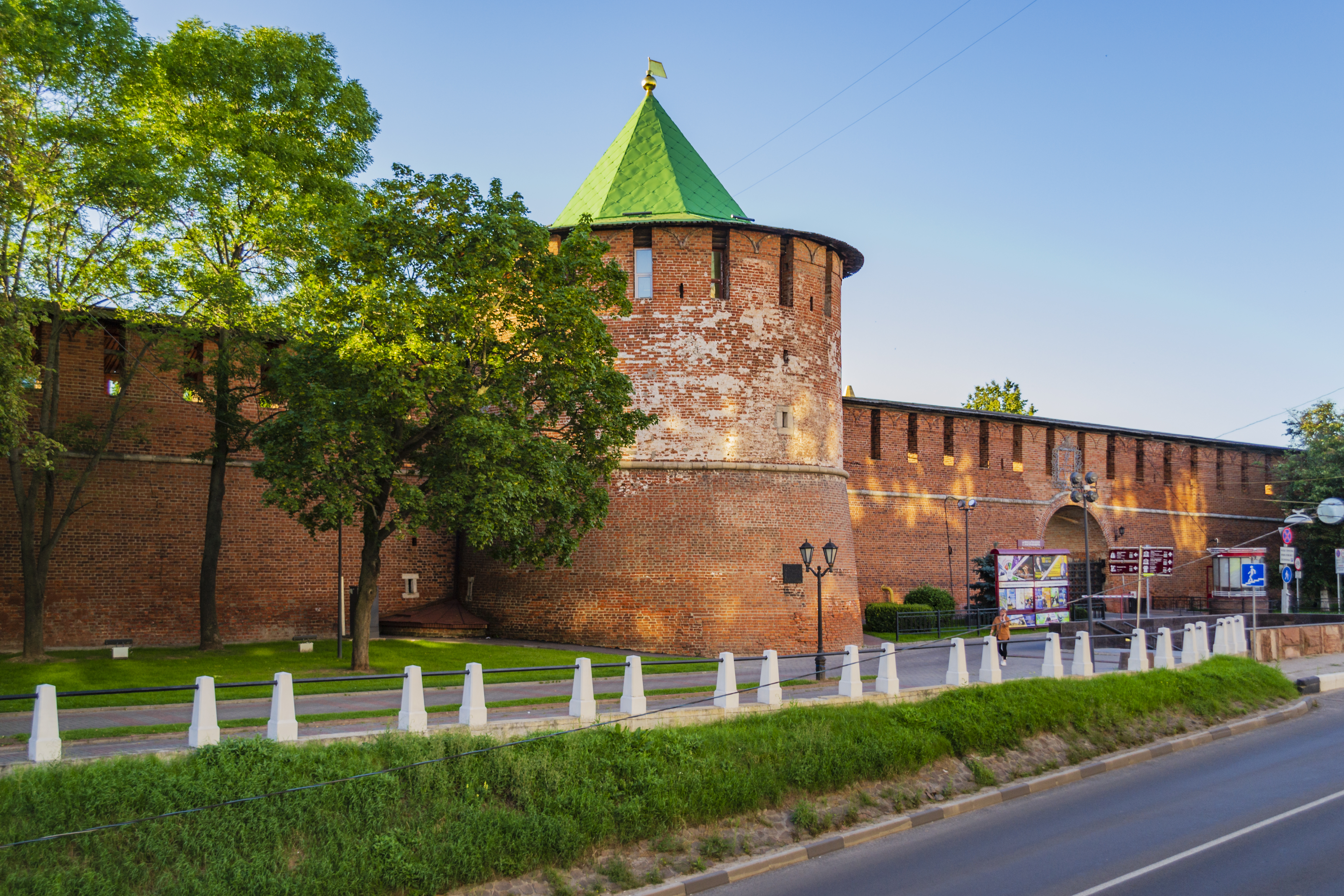
Kladovaja-toren
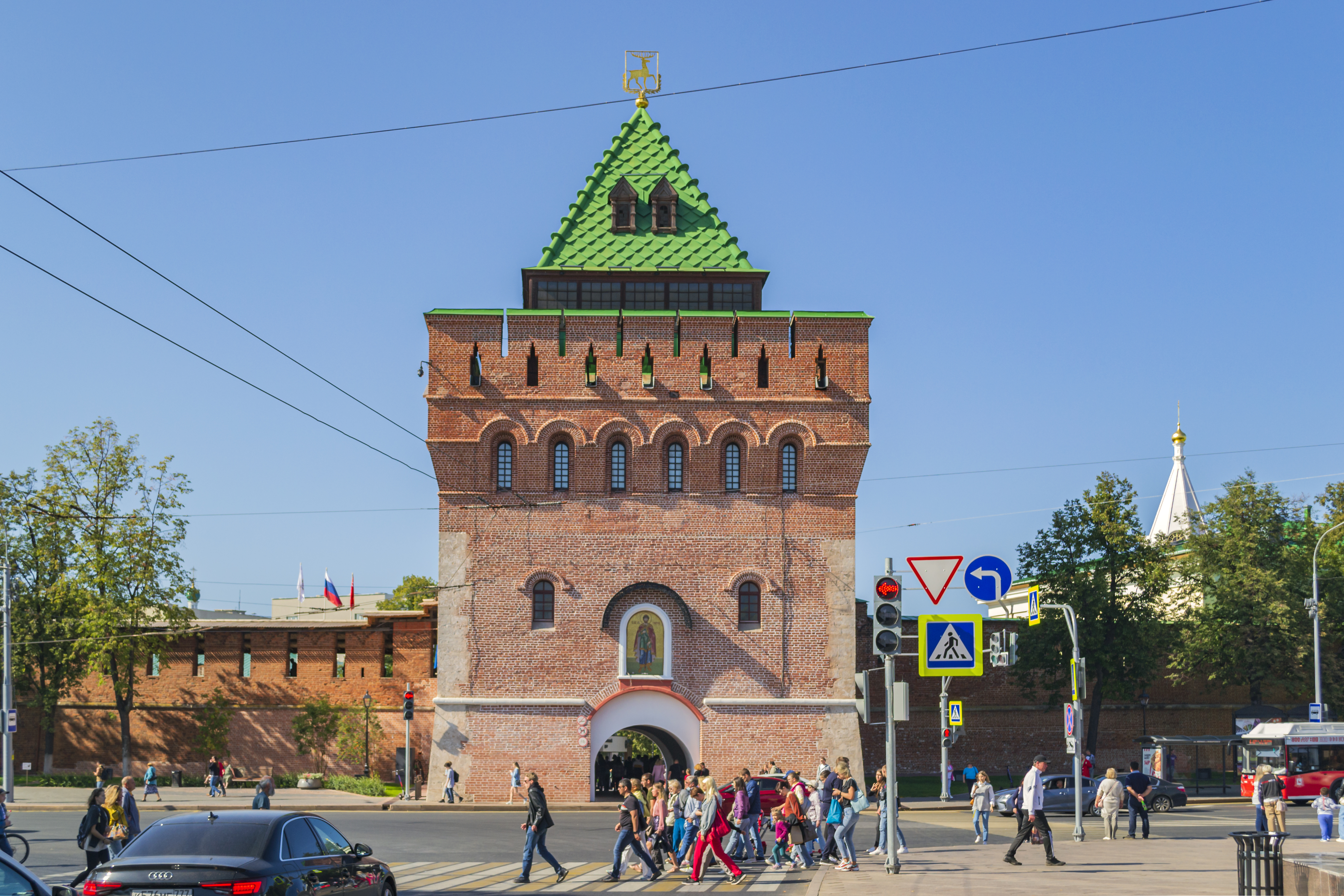
Dmitrievskaja-toren
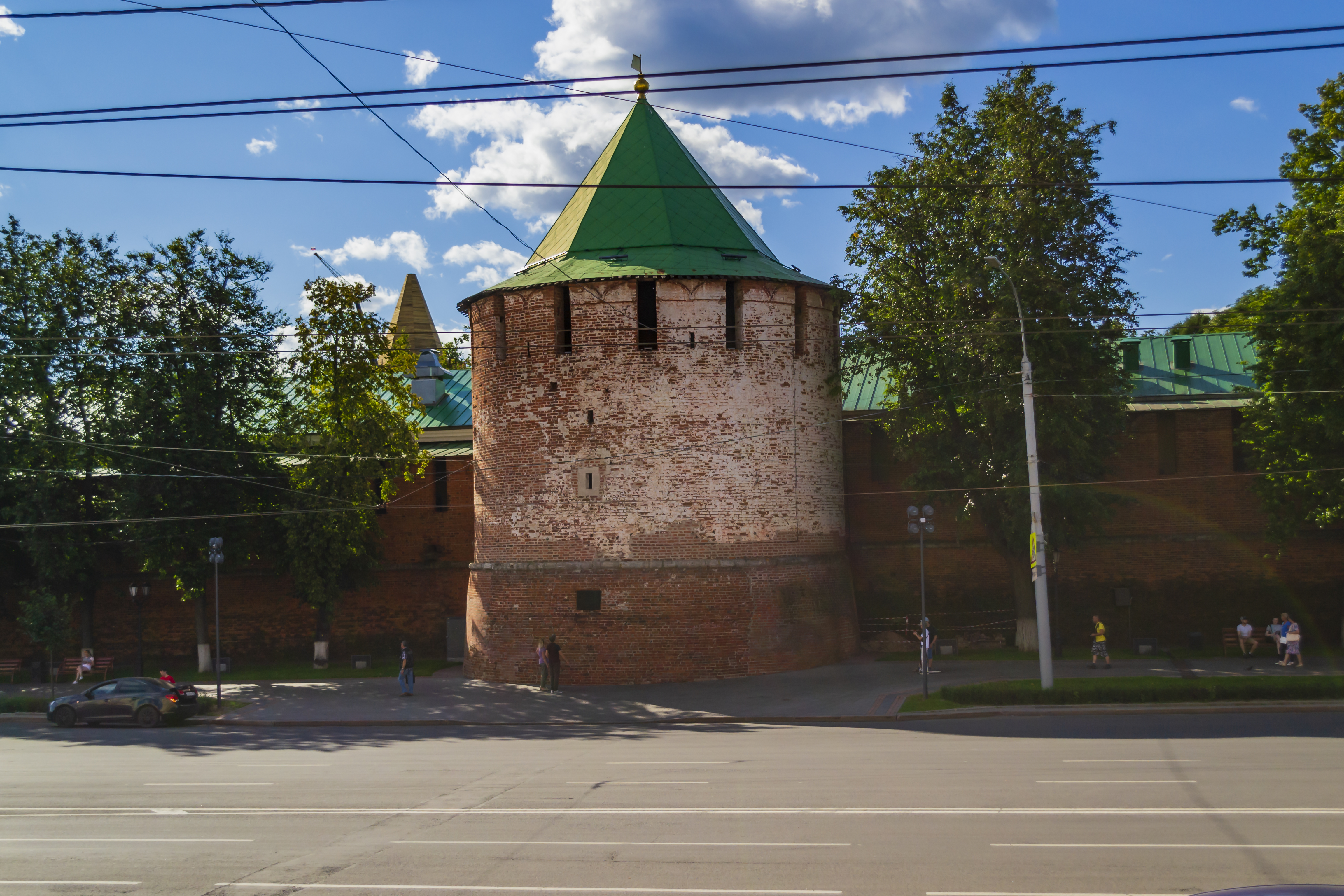
Porochovaja-toren

## Andere gebouwen en constructies

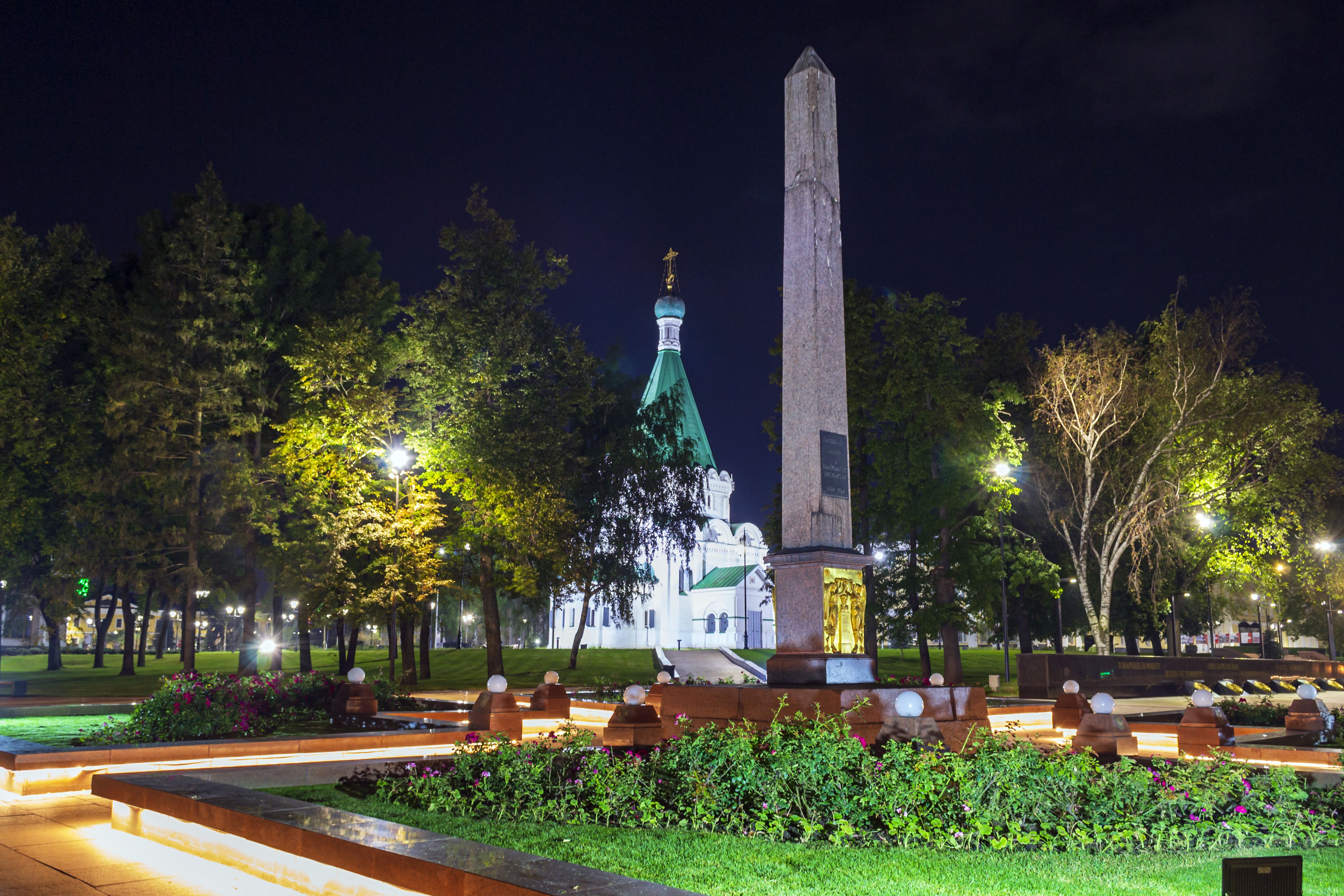
Obelisk van Minin en Pozjarski en Aartsengel Michaëlkathedraal

Het Kremlin bevatte veel kerken, maar de enige overlevende is de Aartsengel Michaëlkathedraal, die voor het midden van de 16e eeuw werd gebouwd en in 1628-1631 werd herbouwd. Het is het oudste nog bestaande gebouw in het Kremlin. De kathedraal bevat het graf van Koezma Minin. In 1828 werd een obelisk ter ere van Koezma Minin en Dmitri Pozjarski gebouwd voor de aartsengelkathedraal (architect Melnikov en Martos).
Het huis van de militaire gouverneur werd gebouwd in 1837-1841; het is nu het kunstmuseum. Het Arsenaal werd gebouwd in 1840-1843 in de richting van Nicolaas I. In 1931 werd de Transfiguratiekathedraal vervangen door het Huis van de Sovjets; dat gebouw is nu het gebouw van de gemeenteraad.

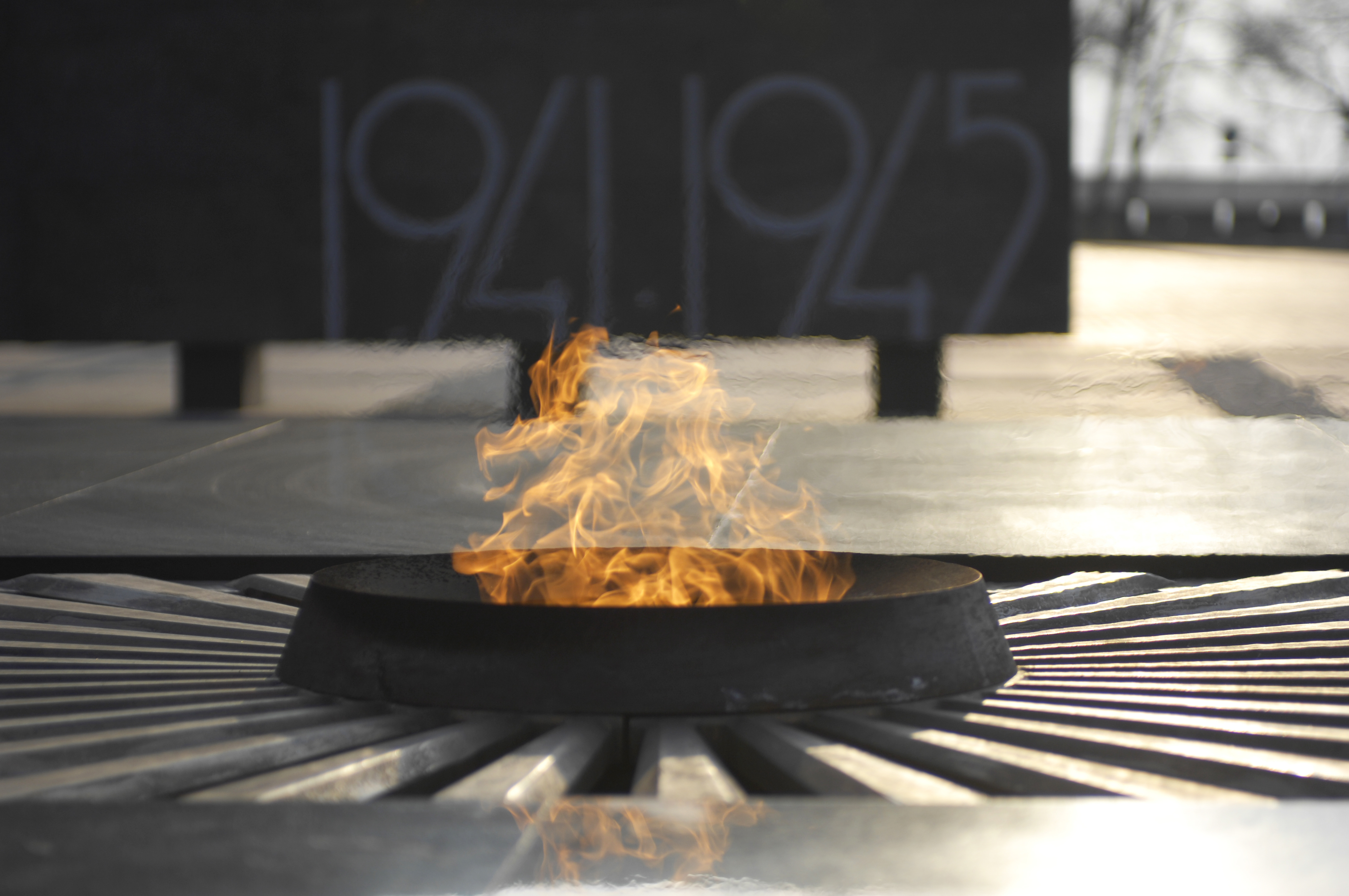
Eeuwige vlam

In 1965 werd een herdenkingscomplex opgericht ter ere van Nizjni Novgorod-burgers die stierven in de Tweede Wereldoorlog, vlak bij de obelisk van Minin en Pozjarski; dit omvatte een eeuwige vlam .